# Rivarolo Mantovano
Rivarolo Mantovano est une commune italienne de la province de Mantoue, dans la région Lombardie.

## Administration
| Période                                  | Période | Identité | Étiquette | Qualité |
| ---------------------------------------- | ------- | -------- | --------- | ------- |
|                                          |         |          |           |         |
| Les données manquantes sont à compléter. |         |          |           |         |

### Hameaux
Cividale Mantovano

### Communes limitrophes
Bozzolo, Casteldidone, Piadena, Rivarolo del Re ed Uniti, San Martino dall'Argine, Spineda, Tornata